# 3884 Alferov
3884 Alferov је астероид главног астероидног појаса са средњом удаљеношћу од Сунца која износи 3,114 астрономских јединица (АЈ).
Апсолутна магнитуда астероида је 12,7.